# Homework
Homework es el álbum debut de estudio del dúo francés de música electrónica Daft Punk, lanzado el 20 de enero de 1997 por Virgin Records y Soma Quality Recordings. Más tarde fue lanzado en los Estados Unidos el 25 de marzo de 1997. Como el primer proyecto del dúo en un sello importante, produjeron las pistas del álbum sin planes de lanzarlas, pero después de considerar inicialmente lanzarlas como sencillos separados, consideraron que el material era lo suficientemente bueno para un álbum.
El éxito de Homework atrajo la atención mundial hacia la música house francesa. El álbum llegó a las listas de 14 países, alcanzando el puesto número 3 en la lista de álbumes franceses, el número 150 en el Billboard 200 de los Estados Unidos y el número 8 en la UK Singles Chart. «Da Funk» y «Around the World» se convirtieron en los sencillos número uno de Billboard Hot Dance/Club Play de EE. UU., el último de los cuales alcanzó el número 61 en Billboard Hot 100. En febrero de 2001, el álbum había vendido más de dos millones de copias en todo el mundo. y recibió varias certificaciones de oro y platino. El álbum es ampliamente aclamado como un clásico del género house francés y una influencia significativa en la música dance posterior.

## Trasfondo y grabación
En 1993, Thomas Bangalter y Guy-Manuel de Homem-Christo presentaron una demostración de su música electrónica al DJ Stuart Macmillan en un rave de EuroDisney. El contenido del casete, incluida la canción «Alive», fue lanzado en el sencillo «The New Wave» el 11 de abril de 1994 por Soma Quality Recordings, un sello escocés de techno y house cofundado en 1991 por la banda Slam de MacMillan. En 1995 lanzaron «Da Funk» junto con «Rollin' & Scratchin'» bajo el sello Soma.
| Tenemos mucho más control que dinero. No puedes conseguir todo. Vivimos en una sociedad donde el dinero es lo que quiere la gente, por lo que no pueden tener el control. Nosotros elegimos. El control es libertad. La gente dice que somos fanáticos del control, pero el control es controlar tu destino sin controlar a otras personas.—– Thomas Bangalter, sobre el control creativo y la libertad del dúo |

La creciente popularidad de los sencillos de Daft Punk condujo a una guerra de ofertas entre los sellos discográficos, lo que resultó en la firma del dúo con Virgin Records en 1996. Richard Brown de Soma señaló su partida, quien afirmó que «obviamente estábamos tristes de perderlos ante Virgin, pero tenían la oportunidad de ir a lo grande, lo que querían, y no es muy frecuente que una banda tenga esa oportunidad después de dos sencillos. Nos alegramos por ellos». Virgin relanzó «Da Funk» como cara B de «Musique» en 1996, un año antes de lanzar Homework. Bangalter declaró más tarde que el lado B «nunca tuvo la intención de estar en el álbum y, de hecho, “Da Funk” como sencillo ha vendido más unidades que Homework, por lo que de todos modos más personas lo poseen [sic] de lo que lo harían si fuera había estado en el álbum. Básicamente se usa para hacer que el sencillo sea una función doble». El álbum fue mezclado y grabado en el estudio de Daft Punk, Daft House en París. Fue masterizado por Nilesh Patel en el estudio londinense The Exchange.
Bangalter declaró que «para ser libres, teníamos que tener el control. Para tener el control, teníamos que financiar lo que hacíamos nosotros mismos. La idea principal era ser libres». Daft Punk discutió su método con Spike Jonze, director del video musical «Da Funk». Señaló que «estaban haciendo todo en función de cómo querían hacerlo. En lugar de, “oh, firmamos con esta compañía discográfica, tenemos que usar su plan”. Querían asegurarse de que nunca tuvieran que hacer nada que los hiciera sentir desanimados al hacer música». Aunque Virgin Records tiene los derechos de distribución exclusivos sobre el material de Daft Punk, el dúo aún posee sus grabaciones maestras a través de su sello Daft Trax.

## Música

### Temas
Daft Punk produjo las pistas incluidas en Homework sin un plan para lanzar un álbum. Bangalter declaró: «Se suponía que sería solo un montón de sencillos. Pero hicimos tantas pistas durante un período de cinco meses que nos dimos cuenta de que teníamos un buen álbum». El dúo estableció el orden de las pistas en cubrir los cuatro lados de un LP de vinilo de dos discos. Homem-Christo comentó: «No había un tema previsto porque todas las pistas se grabaron antes de que arregláramos la secuencia del álbum. La idea era mejorar las canciones arreglándolas de la forma en que lo hicimos, para que sea más uniforme como un álbum». El nombre Homework, explicó Bangalter, se relaciona con «el hecho de que hicimos el disco en casa, muy barato, muy rápido y espontáneamente, tratando de hacer cosas geniales».

### Composición
«Daftendirekt» es un extracto de una actuación en vivo grabada en Gante (Bélgica); sirvió como introducción a los shows en vivo de Daft Punk y se usó para comenzar el álbum. La actuación tuvo lugar en el primer I Love Techno, un evento coproducido por Fuse y On the Rox el 10 de noviembre de 1995. La siguiente pista de Homework, «WDPK 83.7 FM», es un tributo a la radio FM en los Estados Unidos. La siguiente canción, «Revolution 909», es un reflejo de la postura del gobierno francés sobre la música dance.
A «Revolution 909» le sigue «Da Funk», que incluye elementos de música funk y acid. Según Andrew Asch de Boca Raton News, la composición de la canción «se basa en una guitarra funk hinchable para comunicar su mensaje de diversión tonta». Bangalter expresó que el tema de «Da Funk» implicaba la introducción de un elemento simple e inusual que se vuelve aceptable y conmovedor con el tiempo. Sal Cinquemani de Slant Magazine elogió la canción como «implacable», y Bob Gajarsky de Westnet la llamó «una hermosa reunión de Chic —alrededor de «Good Times», sin voces— y la forma electrónica de los ‘90». «Phoenix» combina elementos de la música góspel y la música house. El dúo consideró que «Fresh» era alegre y ligero con una estructura cómica. Ian Mathers de Stylus Magazine criticó la canción y afirmó que «no se siente como en la playa solo por el sonido de las olas que se escuchan de fondo».
El sencillo «Around the World» tiene influencias del éxito «Popcorn» de Gershon Kingsley. Chris Power de BBC Music lo nombró «uno de los sencillos más pegadizos de la década». Afirmó que era «un ejemplo perfecto del sonido de Daft Punk en su forma más accesible: una línea de bajo boogie post-disco, una pizca minimalista de melodía de teclado sintético y un hook único e insistentemente insistente». La pista «Teachers» es un riff de la canción de Parris Mitchell «Ghetto Shout Out!!», lanzada en 1995 en Dance Mania. La pista es un tributo a varias de las influencias de la música house de Daft Punk, incluidos los futuros colaboradores Romanthony, DJ Sneak y Todd Edwards. La canción «Oh Yeah» presenta a DJ Deelat y DJ Crabbe. «Indo Silver Club» presenta una muestra de «Hot Shot» de Karen Young. La pista final, «Funk Ad», es un clip invertido de «Da Funk».

## Promoción y lanzamiento

### Embalaje
La obra de arte de la portada y el interior de la funda fue concebida por Daft Punk, fotografiada por el artista y productor de cine Nicolas Hidiroglou. Conoció al dúo a través de una conexión en Virgin Records y recordó que tomó una semana completar la obra de arte. Homem-Christo había diseñado previamente la marca denominativa Daft Punk, que fue la base de la imagen frontal del logotipo bordado en la parte trasera de una chaqueta de satén. Las variaciones del logotipo seguirían siendo la imagen de portada de todos los álbumes de estudio de Daft Punk hasta Random Access Memories en 2013. Para crear la foto plegable interna, Bangalter colocó varios elementos que representan los títulos de las pistas en una mesa de su casa. Señaló que muchas de las piezas reflejan las influencias de Daft Punk, entre ellas: un casete de audio DJ Funk; una tarjeta con el logo de The Beach Boys; un póster de la gira Kiss; y un disco recopilatorio de la década de 1970 con Barry Manilow. Otros recuerdos incluyen una ficha del Rex Club, el lugar en París donde Daft Punk actuó por primera vez como DJ. La pared detrás de la mesa contiene una foto de Homem-Christo cantando como parte de la primera banda del dúo, Darlin', así como el logotipo de Darlin' junto a un retrato de Homem-Christo cuando era niño.
La imagen en blanco y negro del dúo en las notas del transatlántico fue fotografiada por Phillppe Lévy. Fue filmado durante un evento en Wisconsin llamado Even Furthur en 1996, presentando la primera presentación en vivo de Daft Punk en los Estados Unidos. Serge Nicholas realizó obras de arte adicionales y el diseño del álbum.

### Sencillos
Homework presenta sencillos que tuvieron un impacto significativo en el house francés y en las escenas mundiales de la música dance. El primer sencillo del álbum, «Alive», se incluyó como cara B en el sencillo «The New Wave», que se lanzó en abril de 1994. El segundo sencillo del álbum fue «Da Funk»; inicialmente fue lanzado en 1995 por Soma y fue relanzado por Virgin Records en enero de 1997. Se convirtió en el primer sencillo número uno del dúo en la lista Billboard Hot Dance/Club Play. La canción alcanzó el número siete en las listas británicas y francesas. El tercer sencillo, «Around the World», fue un éxito comercial y de crítica, convirtiéndose en el segundo sencillo número uno en la lista Billboard Hot Dance/Club Play, además de alcanzar el número 11 en Australia, número cinco en el Reino Unido y el número 61 en el Billboard Hot 100. En octubre de 2011, NME colocó «Around the World» en el puesto 21 de su lista de «150 mejores temas de los últimos 15 años». El cuarto sencillo del álbum es «Burnin'»; fue lanzado en septiembre de 1997 y alcanzó el puesto 30 en el Reino Unido. El último sencillo de Homework fue «Revolution 909». Fue lanzado en febrero de 1998 y alcanzó el número 47 en el Reino Unido y el número 12 en la lista Billboard Hot Dance/Club Play. Antes de su inclusión en Homework, «Indo Silver Club» fue lanzado como sencillo en el sello Soma Quality Recordings en dos partes. El sencillo carecía de un crédito de artista en el empaque y se pensaba que había sido creado por los productores inexistentes Indo Silver Club.
En 1999, el dúo lanzó una colección de videos con videos musicales de pistas y sencillos del álbum bajo el nombre de D.A.F.T.: A Story About Dogs, Androids, Firemen and Tomatoes. Aunque su título deriva de las apariciones de perros —«Da Funk» y «Fresh»—, androides —«Around the World»—, bomberos —«Burnin'»— y tomates —«Revolution 909»— en los videos, un la trama cohesiva no conecta sus episodios.

### Ventas
Daft Punk quería que la mayoría de las ediciones fueran en vinilo en lugar de en disco compacto, por lo que inicialmente sólo se imprimieron 50 000 álbumes en formato CD. Después de su lanzamiento, las abrumadoras ventas de Homework hicieron que los distribuidores aceleraran la producción para satisfacer la demanda. El álbum se distribuyó en 35 países de todo el mundo,alcanzando el puesto 150 en el Billboard 200. Homework se ubicó por primera vez en la lista de álbumes australianos el 27 de abril de 1997; permaneció allí durante ocho semanas y alcanzó el puesto 37. En Francia, el álbum alcanzó el número tres y permaneció en la lista durante ochenta y dos semanas. En octubre de 1997, el álbum había vendido 220 000 copias en todo el mundo. En 1999, alcanzó la categoría Oro en Francia por vender más de 100 000 copias. El 11 de julio de 2001, el álbum obtuvo la certificación Oro de la Recording Industry Association of America (RIAA), lo que indica unas ventas de 500.000 copias en los Estados Unidos. Billboard informó que, según Virgin Records, en febrero de 2001 se habían vendido dos millones de copias.[50] En septiembre de 2007, se habían vendido 605.000 copias en Estados Unidos[51].

## Lista de canciones
Toda la música compuesta por Thomas Bangalter y Guy-Manuel de Homem-Christo. 
| N.º | Título                 | Duración |  |
| 1.  | «Daftendirekt»         | 2:44     |  |
| 2.  | «WDPK 83.7 FM»         | 0:28     |  |
| 3.  | «Revolution 909»       | 5:26     |  |
| 4.  | «Da Funk»              | 5:28     |  |
| 5.  | «Phoenix»              | 4:55     |  |
| 6.  | «Fresh»                | 4:03     |  |
| 7.  | «Around the World»     | 7:07     |  |
| 8.  | «Rollin' & Scratchin'» | 7:26     |  |
| 9.  | «Teachers»             | 2:52     |  |
| 10. | «High Fidelity»        | 6:00     |  |
| 11. | «Rock'n Roll»          | 7:32     |  |
| 12. | «Oh Yeah»              | 2:00     |  |
| 13. | «Burnin'»              | 6:53     |  |
| 14. | «Indo Silver Club»     | 4:32     |  |
| 15. | «Alive»                | 5:15     |  |
| 16. | «Funk Ad»              | 0:50     |  |